# Agrotis frater
Agrotis frater is een vlinder uit de familie uilen (Noctuidae). De wetenschappelijke naam is voor het eerst geldig gepubliceerd in 2006 door Fibiger, Ahola & K. Nupponen.
De soort komt voor in Europa.